# Civeton
Civeton is een macrocyclisch keton en een van de oudst bekende parfumingrediënten. Civeton is een stof die de Afrikaanse civetkat afscheidt om haar territorium af te bakenen. Ze heeft een sterke muskusachtige geur; de chemische structuur van civeton lijkt overigens sterk op die van muskon, het belangrijkste bestanddeel van muskus. Beide stoffen zijn cyclische ketonen. Nobelprijswinnaar Lavoslav Ružička bepaalde in 1926 de chemische structuur van civeton.

## Synthese
Tegenwoordig wordt civeton synthetisch bereid, bijvoorbeeld door de Dieckmann-condensatie van een dialkylester van 9-octadeceen-1,18-dicarbonzuur tot een cyclische β-keto-ester, die daarna via hydrolyse en decarboxylering wordt herleid tot het keton. Het uitgangsproduct van deze synthese, oliezuur (cis-9-octadeceenzuur), is een bestanddeel van onder meer palmolie.